# Убиства на језеру Бодом
60° 14′ 30″ N 24° 40′ 30″ E / 60.24167° С; 24.67500° И
Убиства на језеру Бодом су била вишеструка убиства које се догодило у Финској 1960. на обали језера Бодом ван градића Еспо, око 22 km западно од главног града Хелсинкија. Током ноћи 4. јуна 1960, четворо тинејџера је камповало на обали језера. Између 4 и 6 сати ујутро, непозната особа или особе су убиле троје њих, док су четвртог ранили. Једини преживели, Нилс Густафсон, живео је нормално до 2004. када је осумњичњен за убиства. Али, окружни суд га је 2005. прогласио невиним.
Убиства су постала популарна тема у финским медијима и често су била главна вест кад год би се појавила нека нова информација или теорија о убиствима. Име хеви метал групе Чилдрен ов Бодом („деца Бодома“) је инспирисано овим случајем.